# Gustavo y Genoveva
Gustavo y Genoveva (en francés, Godaille et Godasse) es una serie de historietas humorístico-histórica creada por el guionista Raoul Cauvin y el dibujante Jacques Sandron, situada en la época napoleónica.

## Trayectoria editorial
A la edad de quince años, Jacques Sandron entró como aprendiz de imprenta en Dupuis antes de ser contratado tres años después como impresor en Journal de Spirou, en la célebre sede social de Marcinelle. Corre el año 1960, el mismo en que Raoul Cauvin también entra en Dupuis como rotulista. Con el tiempo, la pasión por la historieta de Sandron le llevó a presentar en 1975 una historieta propia a su redactor jefe Thierry Martens, que la rechazó.
Junto a Raoul Cauvin, ya un guionista popular gracias a Tuniques bleues, comenzó entonces a publicar las aventuras de Godaille et Godasse en forma de gags. Le Hussard Godaille, de seis páginas, aparece por primera vez en el número 1938 de Le Journal de Spirou (5 de junio de 1975).
Además de publicarse de forma serializada, la serie empezó a ser recopilada en álbumes por Dupuis entre 1983 y 1986, y terminada por MC Productions, que editó un quinto y último volumen en 1988. En 1991, fue reeditada íntegramente por la editorial Jourdan.

## Argumento y personajes
En plena época napoleónica, al húsar Godaille se le confían las misiones más arriesgadas y superficiales. Dado su temperamento cobarde, compartido con su fiel caballo fiel Godasse, se hace acompañar por camarada y amigo Lafleur.

## Álbumes
1. Madame Sans-Gêne
2. Sacré Sacre
3. Hussard à la mer
4. Révolte en Espagne
5. Des chariots dans la steppe